# Francis Hay (9e comte d'Erroll)
Francis Hay, 9e comte d'Erroll (30 avril 1564 - 16 juillet 1631) est un noble écossais. Converti au catholicisme, il conspire ouvertement avec le roi d'Espagne pour tenter de renverser la reine protestante Elisabeth.

## Biographie
Il est le fils d'Andrew Hay (8e comte d'Erroll) et de sa première femme, Jean Hay, fille de William Hay, 6e comte d'Erroll. Il est le deuxième fils, mais son frère aîné Alexandre, qui est sourd-muet, est déclaré « fou » et exclu de la succession. François accède au comté à la mort de son père en 1585.
En 1587, il épouse Mary Stewart, sœur du comte d'Atholl. Elle est décédée peu de temps après, et il a été allégué qu'il était cruel envers elle. Sa famille retient l'argent de sa dot et son frère se venge en 1589 lorsqu'Erroll est déclaré rebelle.
Tôt dans sa vie, il se convertit au catholicisme romain et, avec George Gordon (1er marquis de Huntly) (en) se joint aux complots espagnols contre le trône de la reine Elizabeth. En 1589, il commence à s'engager dans une correspondance de trahison avec le roi Philippe II d'Espagne, qui est aussi brièvement roi d'Angleterre par son mariage avec la reine Marie .
Une lettre qu'il écrit au roi Philippe déclarant son allégeance à l'Espagne est interceptée et envoyée par Elizabeth à Jacques VI. En février 1589, il reçoit l'ordre de comparaître devant le Conseil privé. À défaut de comparaître, il est dénoncé comme rebelle.
Il s'engage avec Huntly et Crawford dans une rébellion dans le nord de l'Écosse, mais leurs forces se rendent à Aberdeen à l'arrivée du roi en avril ; et en juillet, Erroll se livre à James, qui s'est abstenu avec indulgence d'exiger aucune pénalité. Erroll se soumet au roi au château d'Edzell le 5 août 1589 . En septembre de la même année, il conclut un lien personnel avec Huntly pour une assistance mutuelle ; et en 1590 déplait au roi en épousant, malgré son interdiction, Elizabeth Douglas, fille de William Douglas (6e comte de Morton) (en) . Le mariage est arrangé à l'initiative du Maître de Glamis, pour former une faction politique. Le 21 avril 1590, le comte de Montrose et d'autres au château de Megginch tentent de le persuader de ne pas l'épouser, mais Erroll affirme qu'il peut changer les alliances des amis de sa femme .
Il est impliqué dans une querelle avec le comte d'Atholl à Perth le 29 juin 1591, quand Anne de Danemark fait une entrée solennelle dans la ville. Atholl est le prévôt de Perth et Errol est l'agent de police et ils se disputent sur leur préséance.
Erroll est emprisonné parce qu'il est soupçonné de complicité dans la tentative faite par Francis Stewart (5e comte de Bothwell) (en) et Patrick Gray (6e Lord Gray) (en), de surprendre le roi à Falkland en juin 1592 ; et bien qu'il obtient sa libération, il est de nouveau proclamé rebelle en raison de la découverte de sa signature sur deux des blancs espagnols, feuilles non écrites souscrites avec les noms des principaux conspirateurs dans un complot pour une invasion espagnole de l'Écosse. Après avoir échoué à l'appréhender en mars 1593, Erroll et ses compagnons sont condamnés à abjurer le catholicisme romain ou à quitter le royaume ; et sur leur non-conformité sont en 1594 déclarés traîtres.
Au milieu de l'été 1594, le comte accueille ses alliés les comtes d'Angus et de Huntly à Towie, et il y a des feux de joie, de la boisson et de la danse . Le 3 octobre, ils battent à Glenlivet une force envoyée contre eux sous le commandement du comte d'Argyll. Ses hommes portent une bannière montrant une croix et la décapitation de Marie, reine d'Écosse. Erroll lui-même est grièvement blessé d'une balle dans le bras et d'une flèche dans la cuisse. Il est faussement répandu qu'il est venu au sud à Callendar House, la maison de sa sœur Helenor Hay, comtesse de Linlithgow, et est mort.
Old Slains Castle, son siège, est rasé. Les seigneurs rebelles quittent l'Écosse en 1595, et Erroll, sur rapport de ses nouvelles conspirations à l'étranger, est arrêté par les États de Zélande, mais est ensuite autorisé à s'échapper. Il retourne secrètement en Écosse en 1596. En mars 1597, il est logé à la Canongate d'Édimbourg et est en faveur d'Anne de Danemark. Le 20 juin 1597, il abjure le catholicisme romain et fait la paix avec l'Église d'Écosse. Il jouit de la faveur du roi et, en 1602, est nommé commissaire pour négocier l'union avec l'Angleterre.
Une lettre du Conseil privé concernant une pension versée au comte d'Erroll en janvier mentionne qu'une de ses filles sert Anne de Danemark.
Ses relations avec les Kirk, cependant, ne sont pas si amicales. La réalité de sa conversion est contestée, et le 21 mai 1608 il est confiné dans la ville de Perth pour la meilleure résolution de ses doutes, étant par la suite déclaré un « papiste » obstiné, excommunié, privé de ses biens, et emprisonné à Dumbarton ; et après quelques hésitations supplémentaires, il est finalement libéré en mai 1611.
Le différend qui commence de son vivant concernant la charge héréditaire de Lord High Constable entre les familles d'Erroll et des comtes Marischal est définitivement réglé en faveur du premier ; établissant ainsi la préséance dont jouissent les comtes d'Erroll après la famille royale sur tous les autres sujets en Écosse.

## Mariage et descendance
Il est marié à :
1. Mary, fille de John Stuart (4e comte d'Atholl) et de Margaret Fleming, en 1587.
2. Margaret, fille de James Stuart (1er comte de Moray)
3. Elizabeth, fille de William Douglas 6e comte de Morton

De sa troisième épouse Elizabeth Douglas, il a cinq fils et huit filles :
1. Guillaume Hay (10e comte d'Erroll)
2. George
3. Francis
4. Thomas
5. Lewis
6. Anna, épouse George Seton (3e comte de Winton)
7. Jean, épouse John Erskine, comte de Mar
8. Mary, mariée à Walter Scott (1er comte de Buccleuch)
9. Elizabeth, épouse Hugh Sempill, 5e Lord Sempill ; puis James Douglas (1er Lord Mordington) (en)
10. Sophia Hay, qui épouse John, vicomte Melgum, fils de George Gordon (1er marquis de Huntly) (en)
11. Margaret, épouse John Seton, fils de John Seton de Barns
12. Isabelle, décédée célibataire
13. Hélène (morte en 1625, à l'âge de 10 ans)

Le comte meurt le 16 juillet 1631, et est enterré dans l'église de Slains . Le poète Arthur Johnston compose un poème en latin pour ses funérailles .